# La Grange (Texas)
La Grange é uma cidade localizada no estado norte-americano de Texas, no Condado de Fayette.

## Demografia
Segundo o censo norte-americano de 2000, a sua população era de 4478 habitantes.
Em 2006, foi estimada uma população de 4645, um aumento de 167 (3.7%).

## Geografia
De acordo com o United States Census Bureau tem uma área de
9,2 km², dos quais 9,2 km² cobertos por terra e 0,0 km² cobertos por água.

## Localidades na vizinhança
O diagrama seguinte representa as localidades num raio de 32 km ao redor de La Grange.